# Ermida de São Lourenço (Vale de Boi)
A Ermida de São Lourenço é um monumento religioso na aldeia de Vale de Boi, no concelho de Vila do Bispo, na região do Algarve em Portugal.

## Descrição
A ermida está situada na aldeia de Vale de Boi. A fachada principal é rematada por uma empena, com uma cruz em ferro no topo, e de lado uma sineira em arco de volta perfeita. O portal é de verga recta, com moldura em cantaria, e tem porta dupla com caixotões. As paredes laterais são suportadas por contrafortes truncados. No lado Sul encontram-se sacristias, enquanto que a Norte estão instalações sanitárias. Tem uma só nave, dividida em três tramos, separados pelas nervuras da cobertura, cuja configuração segue a forma do telhado, de duas águas. O altar-mor inclui um nicho de volta perfeita na parede, onde se encontra um outro nicho, de menores dimensões, e com uma cruz no topo. Destaca-se a cobertura em azulejo no frontal do altar, do século XVIII, com a representação de uma grelha, em referência ao instrumento de tortura com o qual foi martirizado São Lourenço. A grelha está inserida num medalhão com volutas e contra-volutas, e a moldura apresenta desenhos de tema vegetalista.

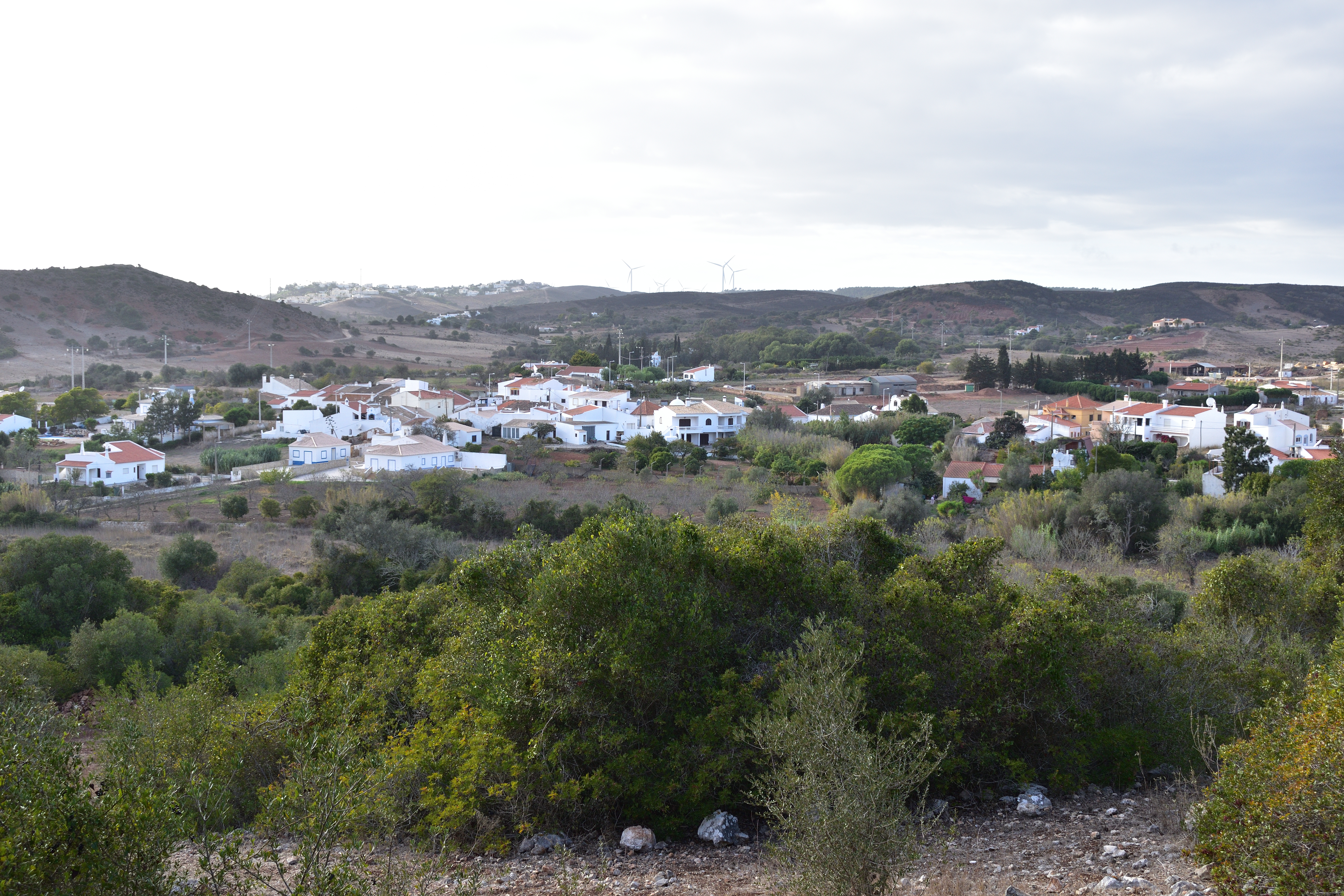
Aldeia de Vale de Boi, em 2019. A ermida está situada no centro da imagem, atrás do casario.

## História
Não se conhece ao certo a data de construção da ermida, mas poderá ter sido edificada no Século XVII. No século seguinte foi instalado o painel de azulejo no altar-mor.
O edifício foi danificado pelo Sismo de 2 de Fevereiro de 1969, tendo sido alvo de trabalhos de reparação por parte da Direcção-Geral dos Edifícios e Monumentos Nacionais no ano seguinte. Na década de 1980, a Paróquia de Budens fez obras de restauro no imóvel, que incluíram a substituição dos pavimentos e das portadas no portal de entrada, e a reconstrução da sacristia.

## Leitura recomendada
- Vilas e Aldeias do Algarve Rural 2ª ed. Faro: Globalgarve/Alcance/In Loco/Vicentina. 2003. 171 páginas. ISBN 972-8152-27-2